# Scott Martin (copilota di rally)
Scott Martin (6 novembre 1981) è un copilota di rally britannico, dal 2019 gareggia con Elfyn Evans.

## Biografia
Ha disputato le sue prime gara da copilota nel 2001 e sino al 2003 ha fatto esperienza nella scena rallistica britannica con vari piloti. 
Nel 2004 iniziò a gareggiare al fianco di Matthew Wilson, figlio dell'ex-pilota Malcom, partecipando al campionato britannico con una Ford Focus RS WRC e classificandosi al terzo posto a fine anno. In quella stessa stagione Martin esordì con Wilson nel mondiale, al Rally di Gran Bretagna, terminando la gara al 13º posto assoluto. Nel 2005, nell'International Rally of Wales, appuntamento di apertura del campionato britannico, la coppia ebbe un incidente che quasi mise fine prematuramente alla loro carriera ma riuscirono a risollevarsi tornando a correre qualche mese dopo.

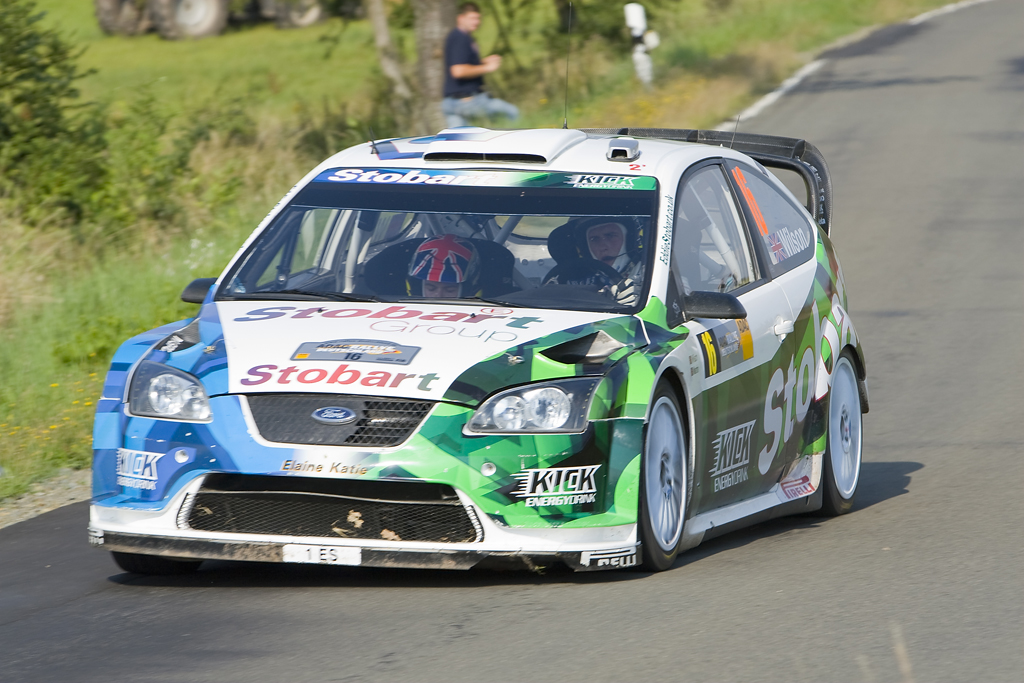
Martin con Matthew Wilson al Rally di Germania nel 2008

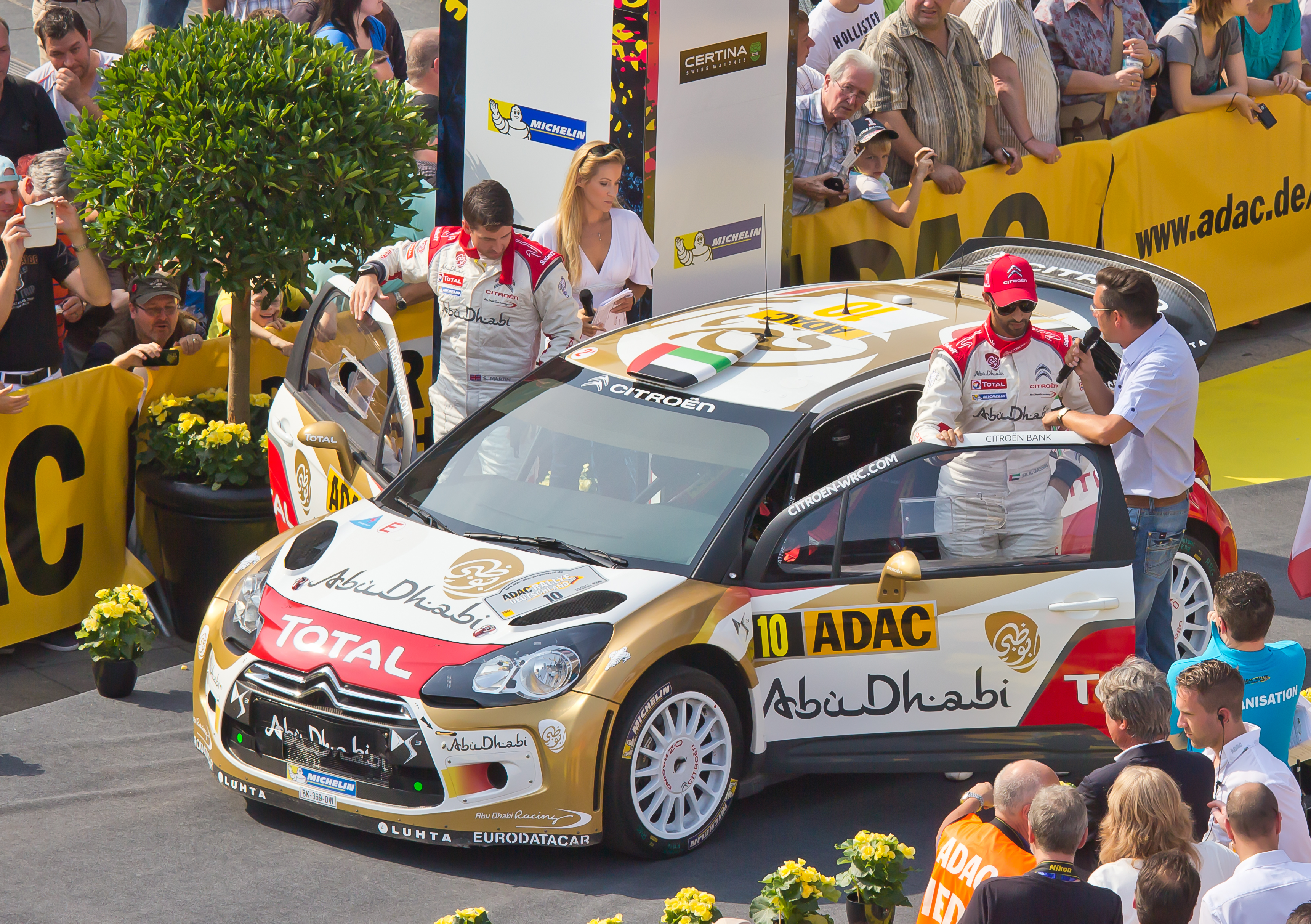
Martin (a sinistra) con Khalid Al-Qassimi al Rally di Germania nel 2013

Nel 2006 corse al fianco dello scozzese Barry Clark, col quale prese parte al campionato mondiale Junior WRC su una Ford Fiesta ST, senza però ottenere risultati di particolare rilievo. Nel 2007 disputò sei gare mondiali con Clark sulla Ford Fiesta e altrettante con Mark Higgins, che era impegnato nel campionato PWRC con una Mitsubishi Lancer Evo IX di gruppo N, categoria nella quale giunsero terzi a fine stagione.
Aiuto
Nel 2008 Martin, tornato al fianco di Matthew Wilson, disputò la sua prima stagione mondiale completa correndo con una Ford Focus RS WRC 07 per la squadra Stobart VK Ford Rally Team, di proprietà di Malcolm Wilson e ottenne i primi punti iridati al Rally del Messico, dove giunsero sesti al traguardo e decimi in classifica generale a fine anno. Nel 2009 e nel 2010, sempre con la Focus del team Stobart, la coppia riuscì ad andare a punti in quasi tutte le gare (tranne che in due), concludendo entrambe le stagioni al settimo posto finale. Un andamento simile caratterizzò anche l'annata 2011, disputata con la nuova Ford Fiesta RS WRC per il team M-Sport e furono nuovamente settimi a fine anno.
Dopo un'annata, il 2012, in cui Martin e Wilson disputarono soltanto due gare iridate, nel 2013 Martin passò a correre con il pilota emiratino Khalid Al-Qassimi, partecipando a sette gare del mondiale con una Citroën DS3 WRC del team Abu Dhabi Citroën Total WRT.

### Il sodalizio con Breen

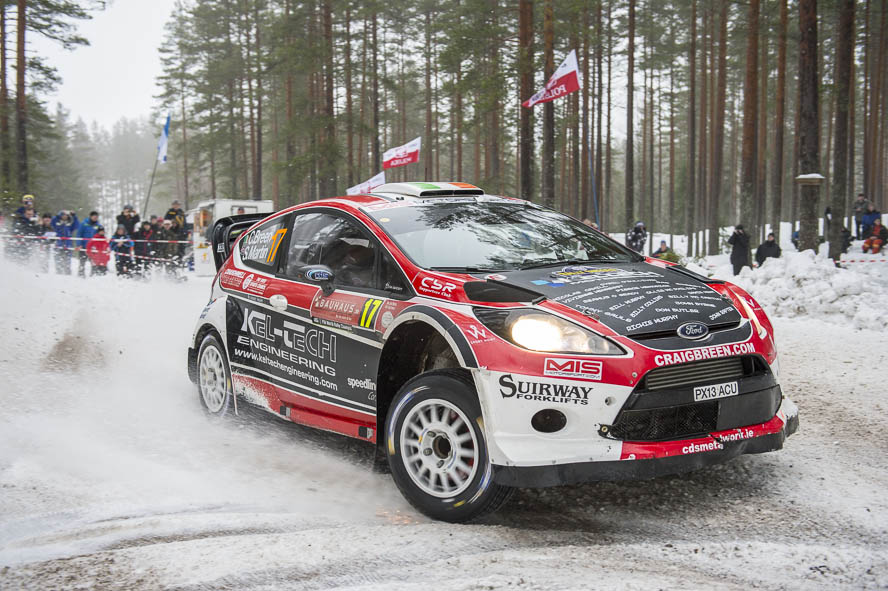
Martin con Craig Breen al Rally di Svezia 2014

Nel 2014 Martin si stabilì definitivamente al fianco del pilota emergente Craig Breen e insieme gareggiarono nel Campionato Europeo Rally con una Peugeot 208 T16 della squadra Peugeot Rally Academy, terminando al terzo posto finale; parteciparono anche a tre gare mondiali con una Fiesta RS WRC. 

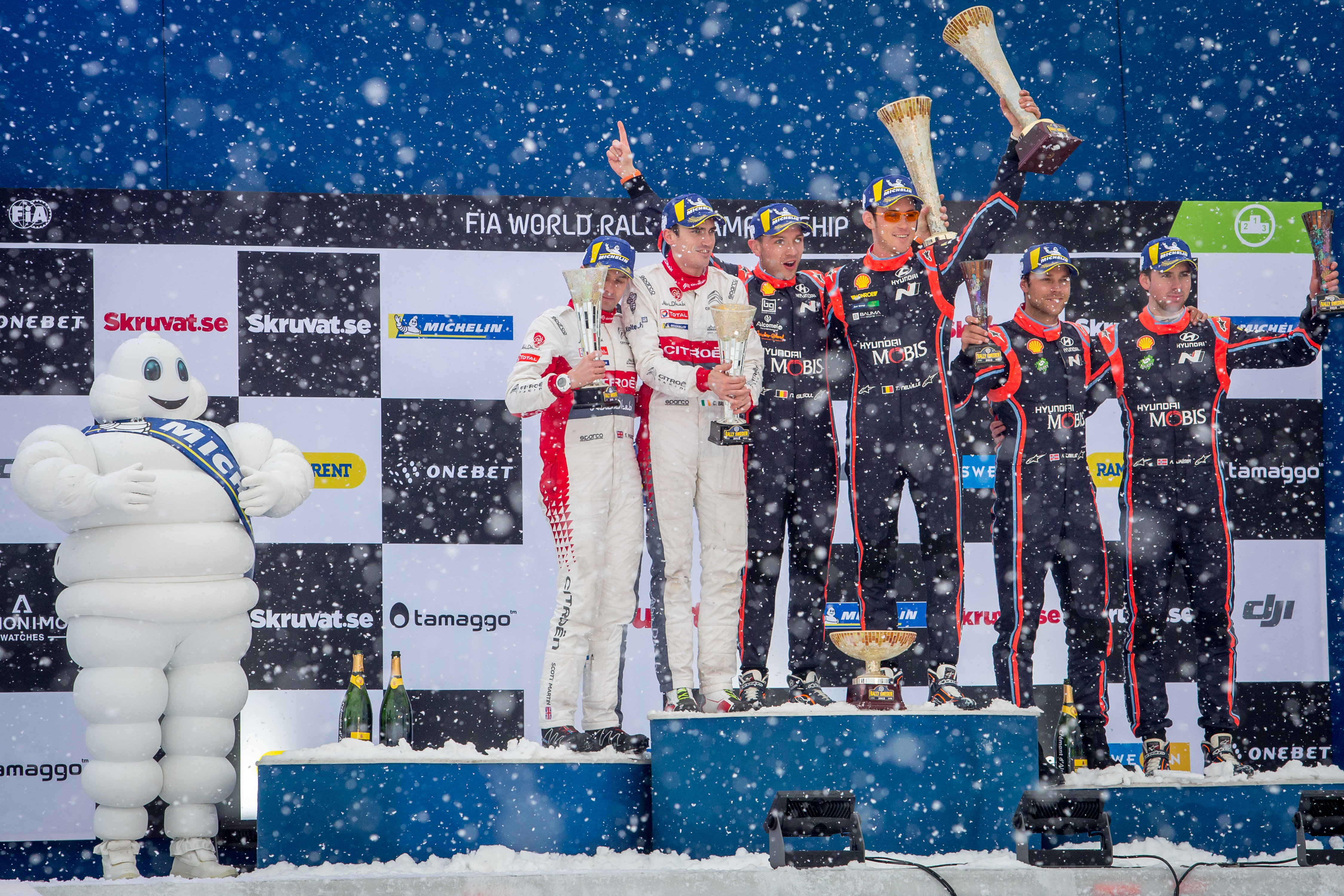
Scott Martin (il primo da sinistra) sul podio del Rally di Svezia 2018

Il 2015 li vide invece impegnati nel campionato mondiale WRC-2, sempre con una 208 T16 del team francese Saintéloc Junior Team, e nuovamente nell'Europeo, dove stavolta giunsero secondi assoluti. 
Nel 2016 vennero ingaggiati dalla squadra Abu Dhabi Citroën Total WRT (per Martin in realtà fu un ritorno), per la quale disputarono sei gare iridate con una DS3 WRC e al Rally di Finlandia 2015 ottennero anche il loro primo podio in carriera, terminando la prova scandinava al terzo posto.
Il 2017 fu l'anno del ritorno della Citroën in veste ufficiale e alla coppia Breen/Martin venne affidata la nuova Citroën C3 WRC, con la quale ottennero sei quinti posti, terminando l'annata al decimo posto in classifica generale. 
Vennero confermati alla guida della C3 WRC ufficiale anche per la stagione 2018, in cui ottennero il secondo posto al Rally di Svezia.

## Vittorie nel mondiale rally

### Vittorie nel PWRC
| # | Stagione | Evento            | Pilota       | Auto                     |
| - | -------- | ----------------- | ------------ | ------------------------ |
| 1 | 2007     | Rally del Messico | Mark Higgins | Mitsubishi Lancer Evo IX |

### Vittorie nel WRC
| #  | Stagione | Evento               | Pilota      | Auto                          | Squadra                 |
| -- | -------- | -------------------- | ----------- | ----------------------------- | ----------------------- |
| 1  | 2020     | Rally di Svezia      | Elfyn Evans | Toyota Yaris WRC              | Toyota Gazoo Racing WRT |
| 2  | 2020     | Rally di Turchia     | Elfyn Evans | Toyota Yaris WRC              | Toyota Gazoo Racing WRT |
| 3  | 2021     | Rally del Portogallo | Elfyn Evans | Toyota Yaris WRC              | Toyota Gazoo Racing WRT |
| 4  | 2021     | Rally di Finlandia   | Elfyn Evans | Toyota Yaris WRC              | Toyota Gazoo Racing WRT |
| 5  | 2023     | Rally di Croazia     | Elfyn Evans | Toyota GR Yaris Rally1 Hybrid | Toyota Gazoo Racing WRT |
| 6  | 2023     | Rally di Finlandia   | Elfyn Evans | Toyota GR Yaris Rally1 Hybrid | Toyota Gazoo Racing WRT |
| 7  | 2023     | Rally del Giappone   | Elfyn Evans | Toyota GR Yaris Rally1 Hybrid | Toyota Gazoo Racing WRT |
| 8  | 2024     | Rally del Giappone   | Elfyn Evans | Toyota GR Yaris Rally1 Hybrid | Toyota Gazoo Racing WRT |
| 9  | 2025     | Rally di Svezia      | Elfyn Evans | Toyota GR Yaris Rally1        | Toyota Gazoo Racing WRT |
| 10 | 2025     | Safari Rally         | Elfyn Evans | Toyota GR Yaris Rally1        | Toyota Gazoo Racing WRT |

### Vittorie in altri Rally
| #  | Stagione | Campionato                   | Evento                              | Pilota         | Auto                          |
| -- | -------- | ---------------------------- | ----------------------------------- | -------------- | ----------------------------- |
| 1  | 2004     | BTRDA Gold Star              | Quinton Horiba Stages Rally         | Matthew Wilson | Ford Focus WRC '02            |
| 2  | 2004     | Campionato scozzese          | Colin McRae Forest Stages GHI Rally | Matthew Wilson | Ford Focus WRC '02            |
| 3  | 2004     | -                            | Grizedale Stages Rally              | Matthew Wilson | Ford Focus WRC '02            |
| 4  | 2004     | -                            | The Armstrong Galloway Hills Rally  | Matthew Wilson | Ford Focus WRC '02            |
| 5  | 2005     | BTRDA Gold Star              | Malcolm Wilson Rally                | Matthew Wilson | Ford Focus WRC '02            |
| 6  | 2005     | Campionato scozzese          | Colin McRae Forest Stages Rally     | Matthew Wilson | Ford Focus WRC '02            |
| 7  | 2005     | Campionato britannico        | Trackrod Rally Yorkshire            | Matthew Wilson | Ford Focus RS WRC '04         |
| 8  | 2006     | BTRDA Gold Star              | Rainworth Škoda Dukeries Rally      | Steve Perez    | Ford Focus RS WRC '03         |
| 9  | 2006     | -                            | Grizedale Stages Rally              | Matthew Wilson | Ford Focus RS WRC '06         |
| 10 | 2008     | Campionato scozzese          | Colin McRae Forest Stages           | Matthew Wilson | Ford Focus RS WRC '05         |
| 11 | 2014     | Campionato europeo rally     | Rally dell'Acropoli                 | Craig Breen    | Peugeot 208 T16               |
| 12 | 2014     | Campionato irlandese sud-est | Raven's Rock Rally                  | Craig Breen    | Ford Fiesta RS WRC            |
| 13 | 2015     | Campionato europeo rally     | Rally Liepāja                       | Craig Breen    | Peugeot 208 T16               |
| 14 | 2015     | Campionato europeo rally     | Circuit of Ireland                  | Craig Breen    | Peugeot 208 T16               |
| 15 | 2015     | Campionato europeo rally     | SATA Rallye Açores                  | Craig Breen    | Peugeot 208 T16               |
| 16 | 2016     | Campionato europeo rally     | Circuit of Ireland                  | Craig Breen    | Citroën DS3 R5                |
| 17 | 2016     | Campionato belga             | Rallye du Condroz-Huy               | Craig Breen    | Citroën DS3 R5                |
| 18 | 2018     | -                            | Rallylegend - WRC                   | Craig Breen    | Citroën C4 WRC                |
| 19 | 2024     | Campionato finlandese        | Rally Artico                        | Elfyn Evans    | Toyota GR Yaris Rally1 Hybrid |

## Risultati nel mondiale rally

### WRC
| 2004 | Scuderia | Vettura              |  |  |  |  |  |  |  |  |  |  |  |    |  |  |  |  | Punti | Pos. |
| ---- | -------- | -------------------- |  |  |  |  |  |  |  |  |  |  |  | -- |  |  |  |  | ----- | ---- |
| 2004 |          | Ford Focus RS WRC 02 |  |  |  |  |  |  |  |  |  |  |  | 13 |  |  |  |  | 0     |      |

| 2005 | Scuderia                 | Vettura              |  |  |  |  |  |  |  |  |  |  |  |    |  |  |  |  | Punti | Pos. |
| ---- | ------------------------ | -------------------- |  |  |  |  |  |  |  |  |  |  |  | -- |  |  |  |  | ----- | ---- |
| 2005 | Eddie Stobart Motorsport | Ford Focus RS WRC 02 |  |  |  |  |  |  |  |  |  |  |  | 15 |  |  |  |  | 0     |      |

| 2006 | Scuderia | Vettura        |  |  |  |     |    |  |    |  |    |    |  |  |  |  |  |    | Punti | Pos. |
| ---- | -------- | -------------- |  |  |  | --- | -- |  | -- |  | -- | -- |  |  |  |  |  | -- | ----- | ---- |
| 2006 |          | Ford Fiesta ST |  |  |  | Rit | 40 |  | 49 |  | 35 | 37 |  |  |  |  |  | 30 | 0     |      |

| 2007 | Scuderia | Vettura                                   |  |     |    |    |    |  |    |    |    |    |  |    |  |    |     |    | Punti | Pos. |
| ---- | -------- | ----------------------------------------- |  | --- | -- | -- | -- |  | -- | -- | -- | -- |  | -- |  | -- | --- | -- | ----- | ---- |
| 2007 |          | Ford Fiesta ST e Mitsubishi Lancer Evo IX |  | Rit | 29 | 10 | 24 |  | 32 | 18 | 55 | 45 |  | 59 |  | 19 | Rit | 16 | 0     |      |

| 2008 | Scuderia                   | Vettura              |    |     |   |     |   |    |   |   |   |    |    |   |   |   |   |  | Punti | Pos. |
| ---- | -------------------------- | -------------------- | -- | --- | - | --- | - | -- | - | - | - | -- | -- | - | - | - | - |  | ----- | ---- |
| 2008 | Stobart VK Ford Rally Team | Ford Focus RS WRC 07 | 10 | Rit | 6 | Rit | 5 | 12 | 6 | 7 | 9 | 12 | 17 | 9 | 8 | 7 | 9 |  | 15    | 10º  |

| 2009 | Scuderia                   | Vettura              |   |   |   |     |   |   |    |   |   |   |    |   |  |  |  |  | Punti | Pos. |
| ---- | -------------------------- | -------------------- | - | - | - | --- | - | - | -- | - | - | - | -- | - |  |  |  |  | ----- | ---- |
| 2009 | Stobart VK Ford Rally Team | Ford Focus RS WRC 08 | 7 | 7 | 5 | Rit | 5 | 6 | 13 | 5 | 8 | 6 | 17 | 6 |  |  |  |  | 28    | 7º   |

| 2010 | Scuderia                | Vettura              |   |    |   |   |   |   |   |   |   |    |   |   |   |  |  |  | Punti | Pos. |
| ---- | ----------------------- | -------------------- | - | -- | - | - | - | - | - | - | - | -- | - | - | - |  |  |  | ----- | ---- |
| 2010 | Stobart M-Sport Ford RT | Ford Focus RS WRC 08 | 7 | 16 | 5 | 7 | 6 | 6 | 9 | 6 | 6 | 22 | 8 | 6 | 7 |  |  |  | 74    | 7º   |

| 2011 | Scuderia                | Vettura            |   |     |   |   |   |   |   |   |    |   |    |     |   |  |  |  | Punti | Pos. |
| ---- | ----------------------- | ------------------ | - | --- | - | - | - | - | - | - | -- | - | -- | --- | - |  |  |  | ----- | ---- |
| 2011 | Stobart M-Sport Ford RT | Ford Fiesta RS WRC | 9 | Rit | 5 | 5 | 9 | 8 | 6 | 8 | 11 | 4 | 10 | Rit | 5 |  |  |  | 63    | 7º   |

| 2012 | Scuderia                              | Vettura            |    |  |  |  |  |  |  |  |  |   |  |  |  |  |  |  | Punti | Pos. |
| ---- | ------------------------------------- | ------------------ | -- |  |  |  |  |  |  |  |  | - |  |  |  |  |  |  | ----- | ---- |
| 2012 | Go Fast Energy WRT e M-Sport Ford WRT | Ford Fiesta RS WRC | 11 |  |  |  |  |  |  |  |  | 8 |  |  |  |  |  |  | 4     | 25º  |

| 2013 | Scuderia                    | Vettura         |  |     |  |   |  |     |    |  |    |   |  |    |  |  |  |  | Punti | Pos. |
| ---- | --------------------------- | --------------- |  | --- |  | - |  | --- | -- |  | -- | - |  | -- |  |  |  |  | ----- | ---- |
| 2013 | Abu Dhabi Citroën Total WRT | Citroën DS3 WRC |  | Rit |  | 9 |  | Rit | 10 |  | 11 | 9 |  | 11 |  |  |  |  | 5     | 23º  |

| 2014 | Scuderia                             | Vettura                              |  |   |  |  |  |  |  |     |  |  |  |  |    |  |  |  | Punti | Pos. |
| ---- | ------------------------------------ | ------------------------------------ |  | - |  |  |  |  |  | --- |  |  |  |  | -- |  |  |  | ----- | ---- |
| 2014 | Craig Breen Rallying e Yazeed Racing | Ford Fiesta RS WRC e Ford Fiesta RRC |  | 9 |  |  |  |  |  | Rit |  |  |  |  | 14 |  |  |  | 2     | 25º  |

| 2015 | Scuderia              | Vettura         |    |  |  |  |     |  |  |     |    |  |    |     |    |  |  |  | Punti | Pos. |
| ---- | --------------------- | --------------- | -- |  |  |  | --- |  |  | --- | -- |  | -- | --- | -- |  |  |  | ----- | ---- |
| 2015 | Saintéloc Junior Team | Peugeot 208 T16 | 13 |  |  |  | Rit |  |  | Rit | 18 |  | 17 | Rit | 13 |  |  |  | 0     |      |

| 2016 | Scuderia            | Vettura         |  |   |  |  |  |  |   |   |  |  |   |    |     |  |  |  | Punti | Pos. |
| ---- | ------------------- | --------------- |  | - |  |  |  |  | - | - |  |  | - | -- | --- |  |  |  | ----- | ---- |
| 2016 | Citroën Junior Team | Citroën DS3 WRC |  | 8 |  |  |  |  | 7 | 3 |  |  | 5 | 10 | Rit |  |  |  | 36    | 10º  |

| 2017 | Scuderia                    | Vettura                          |   |   |  |   |     |   |    |    |   |   |  |    |     |  |  |  | Punti | Pos. |
| ---- | --------------------------- | -------------------------------- | - | - |  | - | --- | - | -- | -- | - | - |  | -- | --- |  |  |  | ----- | ---- |
| 2017 | Citroën Total Abu Dhabi WRT | Citroën C3 WRC e Citroën DS3 WRC | 5 | 5 |  | 5 | Rit | 5 | 25 | 11 | 5 | 5 |  | 15 | Rit |  |  |  | 64    | 10º  |

| 2018 | Scuderia                    | Vettura        |   |   |  |  |     |   |   |    |    |     |   |   |   |  |  |  | Punti | Pos. |
| ---- | --------------------------- | -------------- | - | - |  |  | --- | - | - | -- | -- | --- | - | - | - |  |  |  | ----- | ---- |
| 2018 | Citroën Total Abu Dhabi WRT | Citroën C3 WRC | 9 | 2 |  |  | Rit | 7 | 6 | 85 | 74 | Rit | 4 | 9 | 7 |  |  |  | 67    | 11º  |

| 2019 | Scuderia         | Vettura         |     |    |   |   |     |   |   |    |  |  |  |    |    |  |  |  | Punti | Pos. |
| ---- | ---------------- | --------------- | --- | -- | - | - | --- | - | - | -- |  |  |  | -- | -- |  |  |  | ----- | ---- |
| 2019 | M-Sport Ford WRT | Ford Fiesta WRC | Rit | 53 | 3 | 3 | Rit | 4 | 5 | 45 |  |  |  | 54 | 62 |  |  |  | 102   | 5º   |

| 2020 | Scuderia                | Vettura   |    |   |   |    |    |   |     |  |  |  |  |  |  |  |  |  | Punti | Pos. |
| ---- | ----------------------- | --------- | -- | - | - | -- | -- | - | --- |  |  |  |  |  |  |  |  |  | ----- | ---- |
| 2020 | Toyota Gazoo Racing WRT | Yaris WRC | 34 | 1 | 4 | 42 | 14 | 4 | 293 |  |  |  |  |  |  |  |  |  | 114   | 2º   |

| 2021 | Scuderia                | Vettura   |    |   |    |   |   |     |    |    |    |   |   |    |  |  |  |  | Punti | Pos. |
| ---- | ----------------------- | --------- | -- | - | -- | - | - | --- | -- | -- | -- | - | - | -- |  |  |  |  | ----- | ---- |
| 2021 | Toyota Gazoo Racing WRT | Yaris WRC | 23 | 5 | 24 | 1 | 2 | 103 | 54 | 45 | 62 | 1 | 2 | 24 |  |  |  |  | 207   | 2º   |

| 2022 | Scuderia                | Vettura                |     |     |    |    |     |   |   |    |   |     |     |   |   |  |  |  | Punti | Pos. |
| ---- | ----------------------- | ---------------------- | --- | --- | -- | -- | --- | - | - | -- | - | --- | --- | - | - |  |  |  | ----- | ---- |
| 2022 | Toyota Gazoo Racing WRT | GR Yaris Rally1 Hybrid | 212 | Rit | 53 | 25 | 113 | 2 | 2 | 43 | 2 | Rit | Rit | 6 | 5 |  |  |  | 134   | 4º   |

| 2023 | Scuderia                | Vettura                |    |    |   |   |     |   |    |    |   |   |    |     |   |  |  |  | Punti | Pos. |
| ---- | ----------------------- | ---------------------- | -- | -- | - | - | --- | - | -- | -- | - | - | -- | --- | - |  |  |  | ----- | ---- |
| 2023 | Toyota Gazoo Racing WRT | GR Yaris Rally1 Hybrid | 43 | 52 | 3 | 1 | Rit | 4 | 35 | 42 | 1 | 2 | 32 | 311 | 1 |  |  |  | 216   | 2º   |

| 2024 | Scuderia                | Vettura                       |    |   |    |    |   |    |   |   |     |     |    |    |    |  |  |  | Punti | Pos. |
| ---- | ----------------------- | ----------------------------- | -- | - | -- | -- | - | -- | - | - | --- | --- | -- | -- | -- |  |  |  | ----- | ---- |
| 2024 | Toyota Gazoo Racing WRT | Toyota GR Yaris Rally1 Hybrid | 34 | 2 | 45 | 25 | 6 | 43 | 2 | 5 | Rit | 183 | 25 | 23 | 13 |  |  |  | 210   | 2º   |

| 2025 | Scuderia                | Vettura                |   |   |   |   |   |    |   |    |    |  |  |  |  |  |  |  | Punti | Pos. |
| ---- | ----------------------- | ---------------------- | - | - | - | - | - | -- | - | -- | -- |  |  |  |  |  |  |  | ----- | ---- |
| 2025 | Toyota Gazoo Racing WRT | Toyota GR Yaris Rally1 | 2 | 1 | 1 | 3 | 6 | 45 | 4 | 65 | 45 |  |  |  |  |  |  |  | 176   |      |

| Legenda | 1º posto | 2º posto | 3º posto | A punti | Senza punti | Ritirato | Squalificato | NP=Non partito C=Gara cancellata | Apice=Power stage |

### WRC-2
| 2014 | Scuderia      | Vettura         |  |  |  |  |  |  |  |  |  |  |  |  |   | Punti | Pos. |
| ---- | ------------- | --------------- |  |  |  |  |  |  |  |  |  |  |  |  | - | ----- | ---- |
| 2014 | Yazeed Racing | Ford Fiesta RRC |  |  |  |  |  |  |  |  |  |  |  |  | 3 | 15    | 25º  |

| 2015 | Scuderia              | Vettura         |   |  |  |  |     |  |  |     |   |  |   |     |   | Punti | Pos. |
| ---- | --------------------- | --------------- | - |  |  |  | --- |  |  | --- | - |  | - | --- | - | ----- | ---- |
| 2015 | Saintéloc Junior Team | Peugeot 208 T16 | 2 |  |  |  | Rit |  |  | Rit | 5 |  | 4 | Rit | 3 | 55    | 9º   |

| Legenda | 1º posto | 2º posto | 3º posto | A punti | Senza punti | Ritirato | Squalificato | NP=Non partito C=Gara cancellata | Apice=Power stage |

### PWRC
| 2007 | Scuderia | Vettura                  |  |     |  |   |  |  |  |   |  |  |  |  |  |   |     |   | Punti | Pos. |
| ---- | -------- | ------------------------ |  | --- |  | - |  |  |  | - |  |  |  |  |  | - | --- | - | ----- | ---- |
| 2007 |          | Mitsubishi Lancer Evo IX |  | Rit |  | 1 |  |  |  | 4 |  |  |  |  |  | 5 | Rit | 3 | 25    | 3º   |

| Legenda | 1º posto | 2º posto | 3º posto | A punti | Senza punti | Ritirato | Squalificato | NP=Non partito C=Gara cancellata | Apice=Power stage |

### Junior WRC
| 2006 | Scuderia | Vettura        |  |  |  |     |   |  |    |  |    |   |  |  |  |  |  |   | Punti | Pos. |
| ---- | -------- | -------------- |  |  |  | --- | - |  | -- |  | -- | - |  |  |  |  |  | - | ----- | ---- |
| 2006 |          | Ford Fiesta ST |  |  |  | Rit | 9 |  | 15 |  | 10 | 9 |  |  |  |  |  | 4 | 5     | 18º  |

| Legenda | 1º posto | 2º posto | 3º posto | A punti | Senza punti | Ritirato | Squalificato | NP=Non partito C=Gara cancellata | Apice=Power stage |